# Saint-Cirq-Madelon
 Saint-Cirq-Madelon  es una comuna y población de Francia, en la región de Mediodía-Pirineos, departamento de Lot, en el distrito y cantón de Gourdon.
Su población en el censo de 1999 era de 123 habitantes.
Está integrada en la Communauté de communes Quercy-Bouriane.

## Demografía
| 103 | 113 | 110 | 98 | 102 | 123 |
| Para los censos de 1962 a 1999 la población legal corresponde a la población sin duplicidades (Fuente: INSEE [Consultar]) |     |     |    |     |     |